# Bristovi
Bristovi su naseljeno mjesto u općini Bugojno, Federacija Bosne i Hercegovine, BiH.

## Povijest
U Bristovima se na lokalitetu Bare nalazi više od 50 srednjovjekovnih stećaka.
U Bristovima je podružna crkva župe sv. Ante Padovanskog iz Bugojna. Crkva je izgrađena 1990. godine. Unutrašnjost crkve oslikao je Ivica Radoš.
Selo je stradalo u bošnjačko-hrvatskom sukobu. Tijekom bitke za Bugojno, 26. srpnja 1993. iz sela Udurlija, Luga, Čaušlija, Bristova, Rosulja, Kule i Vučipolja, Hrvati su se okupili u Crniču, odakle su preko sela Mračaja i Kupresa pošli ka Hercegovini, Hrvatskoj i dalje u svijet. Pripadnici Armije BiH su demolirali filijalnu crkvu od koje su ostali samo zidovi, a groblje je uglavnom uništeno.

## Stanovništvo

### 1991.
Nacionalni sastav stanovništva 1991. godine, bio je sljedeći:
ukupno: 417
- Hrvati - 408
- Srbi - 1
- Jugoslaveni - 8

### 2013.
Nacionalni sastav stanovništva 2013. godine, bio je sljedeći:
ukupno: 117
- Hrvati -  116
- Srbi - 1